# Sebastián Irarrázaval
Sebastián Irarrázaval (Santiago, 10 de enero de 1967) es un arquitecto y académico chileno.

## Biografía y trayectoria profesional
Nacido en Santiago, Irarrázaval se tituló de arquitecto por la Universidad Católica de Chile en 1991. En 1993 recibió una beca del Gobierno Británico para estudios de postgrado en Urbanismo en la Architectural Association de Londres.
En 1999 por la Asociación de Oficinas de Arquitectura (AOA) como el arquitecto joven más destacado de Chile.
En 2007 fue destacado por el medio *Wallpaper como uno de los 101 estudios de arquitectura más interesantes del mundo. En 2009, Ediciones ARQ publicó su primera monografía, mientras la editorial Phaidon incluyó tres de sus obras en el Atlas Mundial de Arquitectura del siglo 21 y cuatro proyectos en la edición 2019 del libro 10 x 10_3.
En 2012, junto a Hugo Mondragón, diseñó el pabellón de Chile en la Bienal de Urbanismo y Arquitectura de Hong Kong y Shenzhen, obteniendo el Premio del Público.

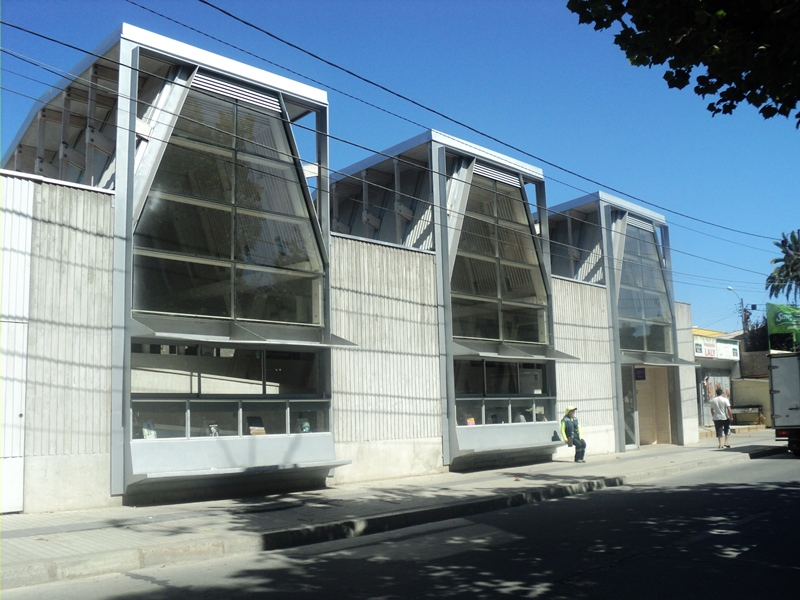
Biblioteca Pública de Constitución, inaugurada en 2016

En 2015 fue nombrado como parte de la generación dorada de la arquitectura chilena junto a Alejandro Aravena, Smiljan Radic, Cecilia Puga y Mathias Klotz, todos formados por Fernando Pérez Oyarzún.Tres años más tarde fue finalista en la curatoría del pabellón de Chile para la Bienal de Arquitectura de Venecia de ese año, junto a Alejandra Celedón, Teodoro Fernández, Cazú Zegers, Rodrigo Tisi y Felipe Vera.Ese mismo año fue elegido RIBA International Fellow junto a Jeanne Gang, Farrokh Derakhshani y John Lin.
En 2023 fue destacado como uno de los cien creativos más destacados de revista AD México-Latinoamérica.
Desde 1994 es académico en la Escuela de Arquitectura de la Universidad Católica de Chile. Ha sido profesor invitado en diversas universidades, incluyendo la Universidad Central de Venezuela, la Universidad de Arizona, el MIT y la Universidad IUAV de Venecia.
Sus obras han sido expuestas en espacios como la UIA en Barcelona, la del Colegio de Arquitectos de Cataluña, el GSD de Harvard, la Bienal de Arquitectura de Chile, la Bienal de Shenzhen & Hong Kong y la Trienal de Milán.

## Obras
Algunas obras arquitectónicas de su autoría son:
- Biblioteca Pública de Constitución[12]
- Casa 2Y[13]
- Escuela de Diseño e Instituto de Estudios Urbanos de la Pontificia Universidad Católica de Chile[14]
- Hotel Índigo Patagonia[15]
- Centro Cultural de la Embajada de Chile en Argentina[16]